# CMC Ratoma
9° 37′ 50″ N, 13° 36′ 28″ O
Le Centre Médical Communal de Ratoma est un Centre de Santé publique de Conakry. Il est situé dans la Commune de Ratoma.